# يوسف ديدات
يوسف أحمد ديدات (بالإنجليزية: Yusuf Deedat)‏ (1954 - 2020)، هو داعية إسلامي ولد في مدينة ديربان، جنوب أفريقيا. وهو ابن الداعية ومقارن الأديان أحمد ديدات.

## الاغتيال
تعرض يوسف ديدات في 15 يناير 2020 لمحاولة قتل خارج محكمة مدينة فيرولام شمال ولاية ديربان، جنوب أفريقيا، بعد أن أطلق عليه مجهولٌ النار في رأسه، أدخل على إثره وحدة العناية المركزة في مستشفى سانت آن المحلي حتى أعلن عن وفاته مساء 17 يناير 2020 ولم تكشف دوافع الحادث.